# Propuesta Indecente
Singles par Romeo Santos
Frio Frio
(2013) Loco
(2013)
Propuesta Indecente est une chanson du chanteur américain Romeo Santos sortie le 30 juillet 2013 en tant que single.
En Amérique latine, la chanson a atteint la première place au Venezuela et au Mexique, la deuxième place en Colombie,,.
Aux États-Unis, la chanson atteint la 79e place du Billboard Hot 100, et la première place du Billboard Hot Latin Songs, Latin Airplay et Tropical Airplay.
En Espagne, le single atteint la seizième place.
En 2014, Propuesta Indecente remporte le prix de Chanson de l'année lors de la 26e cérémonie des Lo Nuestro Awards,, l'année suivante, elle remporte également le prix de Chanson tropicale de l'année.

## Classements
| Chart (2013)                  | Meilleure position |
| ----------------------------- | ------------------ |
| Colombie (National-Report)    | 2                  |
| Mexique (Airplay)             | 1                  |
| Mexique (Monitor Latino)      | 15                 |
| Espagne (PROMUSICAE)          | 16                 |
| États-Unis (Hot 100)          | 79                 |
| États-Unis (Hot Latin Songs)  | 1                  |
| États-Unis (Latin Airplay)    | 1                  |
| États-Unis (Tropical Airplay) | 1                  |
| Venezuela (Record Report)     | 1                  |

| Chart (2013)                 | Position |
| ---------------------------- | -------- |
| États-Unis (Hot Latin Songs) | 5        |
| Chart (2014)                 | Position |
| États-Unis (Hot Latin Songs) | 2        |
| Chart (2015)                 | Position |
| États-Unis (Hot Latin Songs) | 2        |
| Chart (2016)                 | Position |
| États-Unis (Hot Latin Songs) | 98       |

| Chart (2010–2019)            | Position |
| ---------------------------- | -------- |
| États-Unis (Hot Latin Songs) | 2        |

| Chart (All time)            | Position |
| --------------------------- | -------- |
| États-Unis (Tropical Songs) | 4        |

## Certifications
| Région | Certification       | Ventes/Streams |
| --- | ------------------- | -------------- |
| Mexique (AMPFV) | Platine+ Diamant    | 90,000         |
| États-Unis (RIAA) | 2 × Diamant (Latin) | 1,200,000^     |
| Streaming |                     |                |
| Espagne (PME) | Platine             | 40,000^        |
| *Ventes selon la certification ^Mise en rayon selon la certification xNon précisé par la certification ‡ventes/streaming selon la certification |                     |                |